# Arget (Allemagne)
Pour les articles homonymes, voir Arget.
Arget est un quartier de la commune de Sauerlach, située dans le Land de Bavière et le district de Haute-Bavière. Arget se situe à 652 mètres d'altitude.